# Kävsjö landskommun
Kävsjö landskommun var en tidigare kommun i Jönköpings län.

## Administrativ historik
När 1862 års kommunalförordningar trädde i kraft den 1 januari 1863 inrättades i Sverige cirka 2 400 landskommuner samt 89 städer och ett mindre antal köpingar.
Då inrättades i Kävsjö socken i Östbo härad i Småland denna kommun. Vid kommunreformen 1952 uppgick denna landskommun i Gnosjö landskommun som sedan 1971 ombildades till Gnosjö kommun.

## Politik

### Mandatfördelning i Kävsjö landskommun 1942-1946
| 7 | 9 | 3 | 1 |

| 20 |

| 6 | 7 | 6 | 1 |

| 20 |